# Fritz Bechtold
Fritz Bechtold (Trostberg, 15 gennaio 1901 – Trostberg, 26 febbraio 1961) è stato un alpinista e ingegnere tedesco, scalatore dotato di un grande valore tecnico nelle arrampicate su roccia e ghiaccio, fu uno degli alpinisti tedeschi d'élite del primo dopoguerra, uno specialista himalayano.  Completò circa 50 nuove ascensioni nelle Alpi orientali, nel 1929 scalò l'Ushba nel Caucaso e tra il 1932 e il 1938 scalò quattro volte le pendici del Nanga Parbat, dove svolse un'opera pionieristica. Precisamente partecipò come componente della spedizione alpinistica tedesco-americana al Nanga Parbat del 1932, del 1934, 1937 e 1938, le prime due  nel tentativo di scalare inutilmente la settima vetta più alta del mondo.

## Biografia
Ancora studente, nel 1921 Bechtold si unì alla sezione bavarese del Club Alpino Tedesco e Austriaco a Monaco di Baviera. Laureatosi in ingegneria, lavorò a Trostberg e, dopo il matrimonio, visse a Trostberg, dove fu presidente della sezione Roth del Club alpino tedesco dal 1952 al 1961.
Durante la seconda guerra mondiale combatté nel battaglione di fanteria d'alta montagna sotto il comando di Paul Bauer nel Caucaso, e sul monte Elbrus.
Bechtold è uno dei fondatori della "Fondazione tedesca per l'Himalaya", di cui è stato anche presidente.
A partire dal 1920 Berchtold, intraprese anche tour nelle Alpi occidentali compagno di scalata di Fritz Schmitt, Georg Mitterer, Willy Merkl e altri. Insieme a Willy Merkl, effettuò prime ascensioni, soprattutto nelle Alpi del Chiemgau, nelle Alpi di Berchtesgaden, sui Loferer Steinberge e nelle Dolomiti: qui intraprese la seconda salita in libera della Torre del Diavolo, la salita del Preußriss sulla Kleinste Zinne e 8 nuove vie nel gruppo delle Pale di San Martino, tra cui la parete nord-ovest della Cima di Campido e la traversata delle Torri dei Lastei.
Sempre con Merkl, nel 1929 realizzò otto prime ascensioni durante la spedizione tedesca nel Caucaso, tra cui due cime di cinquemila metri. Bechtold partecipò alla spedizione alpinistica tedesco-americana al Nanga Parbat del 1932, alla spedizione tedesca al Nanga Parbat del 1934, alla spedizione di salvataggio della spedizione tedesca sul Nanga Parbat nel 1937 e alla spedizione tedesca sul Nanga Parbat nel 1938. Fu autore di:
- Deutsche am Nanga Parbat – Der Angriff 1934. Bruckmann, München 1935.
- Nanga Parbat 1934, Bericht über die deutsche Himalajakundfahrt. In: Zeitschrift des Deutschen und Oesterreichischen Alpenvereins, Band 66, 1935, S. 1–14 (Digitalisat).
- Als Kameramann (teilweise): Kampf um den Himalaya. Dokumentarfilm, 1937/1938[3][4].

## Carriera alpinistica
- 1916 prima salita della struttura sommitale dell'Hörndlwand - fessura nord-occidentale, V, 1.684 m, (Alpi del Chiemgau)
- 1916 prima salita della sezione frontale dell'Hörndlwand "Vorbaukamin", IV-, 55 HM, (Alpi del Chiemgau)
- 1916 prima salita invernale dell'Hörndlwand - fessura nord-occidentale, V, 1.684 m, (Alpi del Chiemgau)
- 1919 prima salita della struttura sommitale dell'Hörndlwand - parete nord centrale "Bechtold-Merkl-Führe", IV, 1.684 m, (Alpi del Chiemgau)
- 1920 primo tentativo sulla parete nord centrale dell'Hörndlwand, fessura nord "Schwarzer Riß", VI-, 150 HM, 1.684 m, (Alpi del Chiemgau)
- 1920 primo tentativo sulla parete nord dell'Hörndlwand, "Nordriß-Schwarzer Riß, Konischer Riß, Binderriß", VI, 150 HM, 1.684 m, (Alpi del Chiemgau)
- 1920 primo tentativo sulla parete anteriore dell'Hörndlwand, parete nord "Fritzriß", V+, 1.684 m, (Alpi del Chiemgau), primo tentativo sulla parete anteriore dell'Hörndlwand, "Pfeilerweg", V+, 30 HM, 1.684 m, (Alpi del Chiemgau)
- 1920 primo tentativo sul Gurnwandkopf, spigolo nord-orientale, IV, 1.692 m, (Alpi del Chiemgau)
- 1921 salitaTotenkirchl-East-North-East Faccia "Dülferkamin", V+, 120 HM, 2.193M, (Wilder Kaiser)
- 1921 salita del Predigtstuhl-Westverschneidung, 2.116m, (Wilder Kaiser)
- 1921 seconda salita del Predigtstuhl-"Westwand " , Vi-/a 1.2116m, (Wilder Kaiser)
- 1921 salita della Fleischbank "Dülferriss", vi-, 250 hm, 2.187m, (Wilder Kaiser)
- 1922 prima salita hörndlwan-nordwand "Parallelkamin", 1.684m, (Chiemgau) di Chieemgau Ibona-Mayer ", 2.615m, (Karwendel)
- 1923 prima salita del Kleines Mühlsturzhorn - parete sud "Bechtold-Bogner-Merkl-Müllritter-Führe", 2.141 m, (Alpi di Berchtesgaden)
- 1924 1a salita della struttura sommitale dell'Hörndlwand - parete Siemens, V, 1.684 m, (Alpi del Chiemgau)
- 1924 prima salita del Gurnwandkopf - parete nord-ovest, V-, 1.692 m, (Alpi del Chiemgau)
- 1924 prima ascensione del Großes Fieberhorn - spigolo sud, 2.276 m, (Tennengebirge)
- 1924 prima salita della parete sud del Kleines Häuslhorn, 2.227 m, (Alpi di Berchtesgaden)[3][4].